# Kody pocztowe w Rosji

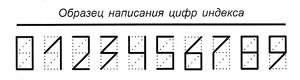
Wzór poprawnego zapisu cyfr kodu pocztowego, umieszczany na kopertach w ZSRR i Rosji

Kody pocztowe w Rosji składają się z sześciu cyfr. Aktualny system kodów pocztowych został wprowadzony w ZSRR w 1971 roku. Rosja przejęła ten system bez większych zmian.

## Znaczenie cyfr
Pierwsze trzy cyfry określają jednostkę administracyjną Rosji (obwód, kraj, republikę). Ostatnie trzy cyfry wskazują numer urzędu pocztowego.

Mapa kodów pocztowych Rosji

## Lista kodów pocztowych Rosji
| Region | Pierwsze trzy cyfry kodu pocztowego |
| --- | ----------------------------------- |
| Moskwa | 101—135                             |
| Obwód moskiewski | 140—144                             |
| Obwód jarosławski | 150—152                             |
| Obwód iwanowski | 153—155                             |
| Obwód kostromski | 156—157                             |
| Obwód wołogodzki | 160—162                             |
| Obwód archangelski | 163—165                             |
| Nieniecki Okręg Autonomiczny | 166                                 |
| Republika Komi | 167—169                             |
| Obwód twerski | 170—172                             |
| Obwód nowogrodzki | 173—175                             |
| Obwód pskowski | 180—182                             |
| Obwód murmański | 183—184                             |
| Karelia | 185—186                             |
| Obwód leningradzki | 187—188                             |
| Sankt Petersburg | 190—199                             |
| Obwód smoleński | 214—216                             |
| Obwód królewiecki | 236—238                             |
| Obwód briański | 241—243                             |
| Obwód kałuski | 248—249                             |
| Krym | 295—298                             |
| Sewastopol | 299                                 |
| Obwód tulski | 300—301                             |
| Obwód orłowski | 302—303                             |
| Obwód kurski | 305—307                             |
| Obwód biełgorodzki | 308—309                             |
| Obwód rostowski | 344—347                             |
| Kraj Krasnodarski | 350—354                             |
| Kraj Stawropolski | 355—357                             |
| Kałmucja | 358—359                             |
| Kabardo-Bałkaria | 360—361                             |
| Osetia Północna | 362—363                             |
| Czeczenia | 364—366                             |
| Dagestan | 367—368                             |
| Karaczajo-Czerkiesja | 369                                 |
| Adygeja | 385                                 |
| Inguszetia | 386                                 |
| Obwód riazański | 390—391                             |
| Obwód tambowski | 392—393                             |
| Obwód woroneski | 394—397                             |
| Obwód lipiecki | 398—399                             |
| Obwód wołgogradzki | 400—404                             |
| Obwód saratowski | 410—413                             |
| Obwód astrachański | 414—416                             |
| Tatarstan | 420—423                             |
| Mari El | 424—425                             |
| Udmurcja | 426—427                             |
| Czuwaszja | 428—429                             |
| Mordowia | 430—431                             |
| Obwód uljanowski | 432—433                             |
| Obwód penzeński | 440—442                             |
| Obwód samarski | 443—446                             |
| Republika Baszkortostanu | 450—453                             |
| Obwód czelabiński | 454—457                             |
| Obwód orenburski | 460—462                             |
| Obwód włodzimierski | 600—602                             |
| Obwód niżnonowogrodzki | 603—607                             |
| Obwód kirowski | 610—613                             |
| Kraj Permski | 614—618                             |
| Okręg Komi-Permiacki* | 619                                 |
| Obwód swierdłowski | 620—624                             |
| Obwód tiumeński | 625—627                             |
| Chanty-Mansyjski Okręg Autonomiczny | 628                                 |
| Jamalsko-Nieniecki Okręg Autonomiczny | 629                                 |
| Obwód nowosybirski | 630—633                             |
| Obwód tomski | 634—636                             |
| Obwód kurgański | 640—641                             |
| Obwód omski | 644—646                             |
| Tajmyrskij Dołgano-Nienieckij rajon* | 647                                 |
| Rejon ewenkijski* | 648                                 |
| Republika Ałtaju | 649                                 |
| Obwód kemerowski | 650—654                             |
| Chakasja | 655                                 |
| Kraj Ałtajski | 656—659                             |
| Kraj Krasnojarski | 660—663                             |
| Obwód irkucki | 664—666                             |
| Tuwa | 667—668                             |
| Ust-Ordyński Okręg Buriacki* | 669                                 |
| Buriacja | 670—671                             |
| Kraj Zabajkalski | 672—674                             |
| Obwód amurski | 675—676                             |
| Jakucja | 677—678                             |
| Żydowski Obwód Autonomiczny | 679                                 |
| Kraj Chabarowski | 680—682                             |
| Kraj Kamczacki | 683—684                             |
| Obwód magadański | 685—686                             |
| Agiński Okręg Buriacki* | 687                                 |
| Koriacki Okręg Autonomiczny* | 688                                 |
| Czukocki Okręg Autonomiczny | 689                                 |
| Kraj Nadmorski | 690—692                             |
| Obwód sachaliński | 693—694                             |
| Dodatkowe urzędy pocztowe | 800                                 |
| - Republika Krymu i miasto Sewastopol stanowią obszary jednostronnie inkorporowane do Rosji, na arenie międzynarodowej uznawane za część Ukrainy - Gwiazdką oznaczono dawne jednostki administracyjne, które weszły w skład innych jednostek |                                     |